# Реджеп Митровиця
Редже́п Митровиця (нар. 1888, Митровиця — пом. 1967, Стамбул) — албанський політик та землевласник. Обіймав посаду прем'єр-міністра Албанії у 1943—1944 роках.

## Історія
Митровиця брав участь у процесі підписання Декларації незалежності Албанії у 1919 році . У період з 1921 до 1923 року він займав пост міністра освіти.
Після падіння уряду Фан Нолі у грудні 1924 року його було заарештовано за участь у змові проти Зогу, але був звільнений 1927 року . Він повернувся до Албанії після захоплення країни італійцями у 1942 році.